# Grande Prêmio do Canadá de 1990
Resultados do Grande Prêmio do Canadá de Fórmula 1 realizado em Montreal em 10 de junho de 1990. Quinta etapa do campeonato, foi vencido pelo brasileiro Ayrton Senna, da McLaren-Honda, com Nelson Piquet em segundo pela Benetton-Ford e Nigel Mansell em terceiro pela Ferrari.

## Resumo
Foi uma corrida complicada, que precisou de braço, muita concentração e sorte. Ayrton Senna teve tudo isso. Braço para segurar o carro numa corrida sob chuva intensa na qual doze dos 26 pilotos rodaram. Concentração porque a cada curva havia o perigo de encontrar - e encontrou - vários carros atravessados na pista. A visibilidade era nula e tal foi a quantidade de batidas, rodadas e quebras que apenas cinco pilotos completaram as 70 voltas.
Ayrton Senna teve sorte porque, embora partisse na pole position, perdeu a ponta para Gerhard Berger, que queimou a largada e foi pego pelos comissários. "Levei um susto quando o Berger passou por mim voando", disse Senna, depois da prova. O que ele não sabia naquele momento é que Berger tinha queimado a largada e, embora terminasse em primeiro, oficialmente ficou em quarto lugar punido com um minuto. No pódio deu a dobradinha brasileira com Senna, Piquet e Mansell, da Ferrari, em terceiro.

## Classificação da prova
| Pos.    | Nº | Piloto             | Construtor        | Voltas | Tempo/Diferença | Grid | Pontos |
| ------- | -- | ------------------ | ----------------- | ------ | --------------- | ---- | ------ |
| 1       | 27 | Ayrton Senna       | McLaren-Honda     | 70     | 1:42:56.400     | 1    | 9      |
| 2       | 20 | Nelson Piquet      | Benetton-Ford     | 70     | + 10.497        | 5    | 6      |
| 3       | 2  | Nigel Mansell      | Ferrari           | 70     | + 13.385        | 7    | 4      |
| 4       | 28 | Gerhard Berger     | McLaren-Honda     | 70     | + 14.854        | 2    | 3      |
| 5       | 1  | Alain Prost        | Ferrari           | 70     | + 15.820        | 3    | 2      |
| 6       | 11 | Derek Warwick      | Lotus-Lamborghini | 68     | + 2 voltas      | 11   | 1      |
| 7       | 8  | Stefano Modena     | Brabham-Judd      | 68     | + 2 voltas      | 10   |        |
| 8       | 10 | Alex Caffi         | Arrows-Ford       | 68     | + 2 voltas      | 26   |        |
| 9       | 29 | Eric Bernard       | Lola-Lamborghini  | 67     | + 3 voltas      | 23   |        |
| 10      | 16 | Ivan Capelli       | Leyton House-Judd | 67     | + 3 voltas      | 24   |        |
| 11      | 3  | Satoru Nakajima    | Tyrrell-Ford      | 67     | + 3 voltas      | 13   |        |
| 12      | 30 | Aguri Suzuki       | Lola-Lamborghini  | 66     | + 4 voltas      | 18   |        |
| 13      | 14 | Olivier Grouillard | Osella-Ford       | 65     | + 5 voltas      | 15   |        |
| Ret     | 12 | Martin Donnelly    | Lotus-Lamborghini | 57     | Motor           | 12   |        |
| Ret     | 35 | Gregor Foitek      | Onyx-Ford         | 53     | Motor           | 21   |        |
| Ret     | 22 | Andrea de Cesaris  | Dallara-Ford      | 50     | Câmbio          | 25   |        |
| Ret     | 36 | J. J. Lehto        | Onyx-Ford         | 46     | Motor           | 22   |        |
| Ret     | 6  | Riccardo Patrese   | Williams-Renault  | 44     | Freios          | 9    |        |
| Ret     | 26 | Philippe Alliot    | Ligier-Ford       | 34     | Motor           | 17   |        |
| Ret     | 4  | Jean Alesi         | Tyrrell-Ford      | 26     | Spun Off        | 8    |        |
| Ret     | 19 | Alessandro Nannini | Benetton-Ford     | 21     | Spun Off        | 4    |        |
| Ret     | 5  | Thierry Boutsen    | Williams-Renault  | 19     | Colisão         | 6    |        |
| Ret     | 25 | Nicola Larini      | Ligier-Ford       | 18     | Colisão         | 20   |        |
| Ret     | 21 | Emanuele Pirro     | Dallara-Ford      | 11     | Colisão         | 19   |        |
| Ret     | 9  | Michele Alboreto   | Arrows-Ford       | 11     | Colisão         | 14   |        |
| Ret     | 23 | Pierluigi Martini  | Minardi-Ford      | 0      | Spun Off        | 16   |        |
| DNQ     | 33 | Roberto Moreno     | Eurobrun-Judd     |        |                 |      |        |
| DNQ     | 15 | Maurício Gugelmin  | Leyton House-Judd |        |                 |      |        |
| DNQ     | 24 | Paolo Barilla      | Minardi-Ford      |        |                 |      |        |
| DNQ     | 7  | David Brabham      | Brabham-Judd      |        |                 |      |        |
| DNPQ    | 17 | Gabriele Tarquini  | AGS-Ford          |        |                 |      |        |
| DNPQ    | 18 | Yannick Dalmas     | AGS-Ford          |        |                 |      |        |
| DNPQ    | 31 | Bertrand Gachot    | Coloni-Subaru     |        |                 |      |        |
| DNPQ    | 34 | Claudio Langes     | EuroBrun-Judd     |        |                 |      |        |
| DNPQ    | 39 | Bruno Giacomelli   | Life              |        |                 |      |        |
| Fontes: |    |                    |                   |        |                 |      |        |

## Tabela do campeonato após a corrida
| Pos.    | Piloto         | Pontos |
| ------- | -------------- | ------ |
| 1       | Ayrton Senna   | 31     |
| 2       | Gerhard Berger | 19     |
| 3       | Alain Prost    | 14     |
| 4       | Jean Alesi     | 13     |
| 5       | Nelson Piquet  | 12     |
| Fontes: |                |        |

| Pos.    | Construtor       | Pontos |
| ------- | ---------------- | ------ |
| 1       | McLaren-Honda    | 50     |
| 2       | Ferrari          | 21     |
| 3       | Williams-Renault | 18     |
| 4       | Benetton-Ford    | 16     |
| 5       | Tyrrell-Ford     | 14     |
| Fontes: |                  |        |

- Nota: Somente as primeiras cinco posições estão listadas. Entre 1981 e 1990 cada piloto podia computar onze resultados válidos por temporada não havendo descartes no mundial de construtores.